# Ranunculus omiophyllus
Ranunculus omiophyllus là một loài thực vật có hoa trong họ Mao lương. Loài này được Ten. miêu tả khoa học đầu tiên năm 1830.